# Miarmy
Miarmyは、香港のBasefount Softwareが開発した、群集シミュレーションを行うためのAutodesk Maya用のプラグインである。
デクスター・デジタル（韓国京畿道坡州市）、ディズニー・テレビジョン・アニメーション、スクウェア・エニックス、 Digital Frontiersなどの、大手スタジオで利用されている。無料版（Express）と有料版（プロ）の2形態で提供されており、機能は全く同じだが、Expressでは商用利用が不可となっており、レンダリング可能なエージェント数は100体までと言う制限が設定されている。

## バージョン
- 2011年6月23日、Autodesk掲示板にて初版発表[5]
- Miarmy 1.0（2011年6月22日）[6]
- Miarmy 1.1 (2011年10月25日)
- Miarmy 1.2 (2012年2月14日)
- Miarmy 1.5 (2012年7月28日)
- Miarmy 1.7 (2012年11月8日)
- Miarmy 2.0 (2013年2月18日)
- Miarmy 2.2 (2013年5月4日)
- Miarmy 2.5 (2013年8月5日)
- Miarmy 2.7 (2013年12月11日)